# Oligia albescens
Oligia albescens är en fjärilsart som beskrevs av Barnes och Mcdunnough 1910. Oligia albescens ingår i släktet Oligia och familjen nattflyn. Inga underarter finns listade i Catalogue of Life.